# Baboutcheu-Ngaleu
Baboutcheu-Ngaleu (Poutcheu-Ngaleu) est un village de l'arrondissement de Bafang, dans la région de l'ouest du Cameroun, chef-lieu de groupement et siège d'une chefferie traditionnelle de 2e degré Bamiléké du département du Haut-Nkam.

## Géographie
Le village est situé sur un point haut (1460 m) de la route provinciale P15 (axe Bafang-Nkondjock) à 7 km au sud de Bafang. Cette route P15, dont le non bitumage contribue à l'enclavement, rejoint au sud Yabassi, puis Bonepoupa sur la route P14. Le groupement s'étend sur un haut plateau collinaire peu disséqué culminant au Mont Lakhé (1522 m) situé à l'ouest du groupement dans le village banko'o et des basses terres (10 m) dans le village Balū.
|          | Baboné            | Bassap    |
| Bakondji | Baboutcheu-Ngaleu | Bakassa   |
|          | Bakou             | Fondjanti |

Le premier site qui a vu naître le Groupement Baboutcheu-Ngaleu se trouve à un jet de pierre de Bafang au lieu-dit Tüla' après le cours d'eau Lieussieu, près de l'abattoir sur la rive gauche de la rivière.

## Histoire

### Toponymie
La chefferie Baboutcheu-Ngaleu est une monarchie qui existe depuis le XVIIIe siècle. Plusieurs chefs se sont succédé au trône de cette chefferie.

### La chefferie Baboutcheu-Ngaleu
Le chef supérieur de 2e degré, les chefs traditionnels de 3e degré, 9 notables, d'autres dignitaires participent aux réunions et sont membres de la société secrète ou de groupes comme NFAM (antichambre organe exécutif), Pa'angop (organe judiciaire), Kumdji (organe législatif), Nko « Ossie et Nda'nko » (organes de sécurité), le kougha' ( organe médico-social) ou Menjuèk ( guerriers royaux).

## Quartiers
Le groupement est constitué de plusieurs villages ayant fédérés au XIXe siècle pour créer BABOUTCHEU-NGALEU, il s'agit de : Balū, Bankoh, poango, Bankoh-fudzie, Bankoh-Fukeumeuleu. Aujourd'hui des quartiers ayant obtenus le statut administratif de chefferies de 3e sontf : Bakaye, Balouk 2, Toula, Njinga. D'autres quartiers du groupement sans statuts administratifs sont : dakla'a, mven, domzingou, tchala'a, domwou, tchono'o.

## Spiritualités et Cultes
Les habitants du groupement BABOUTCHEU-NGALEU sont des spiritualistes bamiléké, il pratique les rites ancestraux dans les lieux sacrés comme : les chutes d'eau, les forêts, les carrefours, les cases des ancêtres. Ils sont attachés à l'eau, le terre, la forêt, le feu, le vent.

L'arrivée du christianisme dans le groupement est intervenue dans les années 1911, le temple protestant relevant de la région synodale du Haut-Nkam de l'Église évangélique du Cameroun EEC, est rénové en 2021. Malgré cette présence, les BABOUTCHEU-NGALEU sont restés attachés à leurs us et coutumes.

## Personnalités liées au village
- Mireille Nemale, styliste, née à Baboutcheu-Ngaleu en 1949
- Nwambé sandéu pofuu WANSOM FANGOUE Joël, géographe physicien, spécialiste des questions afrotraditionalistes et afroancestrales, né à BABOUTCHEU-NGALEU au levée du soleil 1993.

| Rang | Souverain                    | Période                                              | Notes                                                                              | Portrait |
| ---- | ---------------------------- | ---------------------------------------------------- | ---------------------------------------------------------------------------------- | -------- |
| ...  |                              |                                                      |                                                                                    |          |
| ...  | Fuu TCHEUKAM Né le... à ..   | Depuis le 4 décembre 1964 17 ans, 3 mois et 15 jours | Fils du précédent, roi des Baboutcheu-Ngaleu.                                      |          |
| ...  | TCHAPPI Joseph Né le... à .. | Depuis le 4 décembre 2007 17 ans, 3 mois et 15 jours | Fils du précédent, roi des Baboutcheu-Ngaleu est à la tête du royaume depuis 2007. |          |